# Bardeh Sar
Bardeh Sar (persiska: بَردِ سَرِه, بَردِه سَرِه, بَرد سَرِه, برده سر) är en ort i Iran.   Den ligger i provinsen Lorestan, i den nordvästra delen av landet, 300 km sydväst om huvudstaden Teheran. Bardeh Sar ligger 1 857 meter över havet och antalet invånare är 777.
Terrängen runt Bardeh Sar är platt åt nordost, men åt sydväst är den kuperad.Runt Bardeh Sar är det tätbefolkat, med 257 invånare per kvadratkilometer. Närmaste större samhälle är Oshtorīnān, 6,5 km sydost om Bardeh Sar. Trakten runt Bardeh Sar består i huvudsak av gräsmarker.